# Golgi-festés

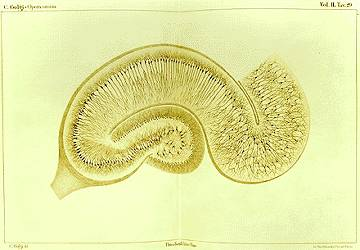
Camillo Golgi rajza ezüst-nitráttal megfestett hippokampuszról

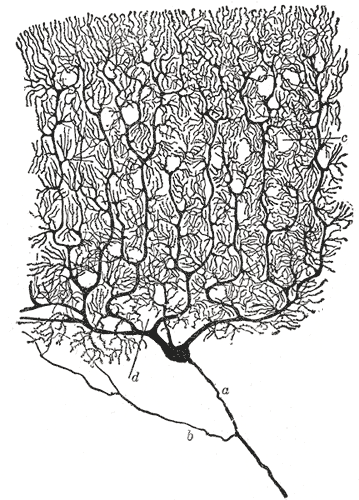
Santiago Ramón y Cajal rajza egy Purkinje-sejtről a kisagykéregben tisztán mutatja a Golgi festés képességét a kis részletek megmutatására.

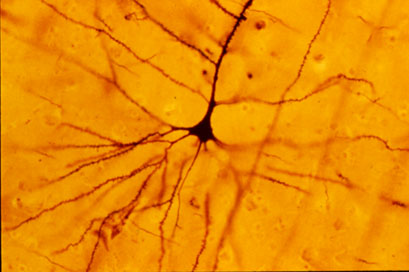
A Golgi festéssel megfestett piramissejt az emberi agykéregben. Megfigyelhető a sejt vastag axonja és számos, a sejt alapjából kiinduló dendrit.

A Golgi-festés egy ezüstfestési módszer, amelyet az idegszövet fénymikroszkópos vizsgálatára használnak. A módszert Camillo Golgi, olasz orvos és tudós fejlesztette ki, aki 1873-ban publikálta az első, ilyen módszerrel készült képet. Kezdetben Golgi   a fekete reakciónak nevezte (la reazione nera), de aztán Golgi-festésként, majd később Golgi-módszerként lett ismert.
A spanyol neuroanatómus, Santiago Ramón y Cajal (1852–1934) a Golgi-festést használta az idegrendszer szerveződésével kapcsolatos felfedezésihez, inspirálva a neurontan születését. Végeredményül Ramón y Cajal egy „kettős impregnálás” nevű módszerrel javította a festést. Ramon y Cajal festési technikáját, mely még használatban van, Cajal-festésnek hívják.[forrás?]

## Mechanizmus
Az idegszövet sejtjei sűrűn állnak egymás mellett, és kevés információ kapható a szerkezetükről és az összeköttetésükről, ha az összes sejtet megfestjük. Továbbá, az idegsejtek vékony nyúlványai alkotta réteg túl vékony és átlátszó, hogy szokásos festési módszerekkel látható legyen. Golgi módszere korlátozott mennyiségű véletlenszerűen kiválasztott sejtet fest meg teljes egészében. A történések pontos folyamata még mindig nagyrészt ismeretlen. A dendritek, valamint a sejttestek barna és fekete színűre festetnek, és teljes hosszában követhetőek, ami lehetővé teszi a neuroanatómusok számára, hogy nyomon kövessék a neuronok közötti kapcsolatokat, és hogy láthatóvá tegyék az agy és a gerincvelő számos részének összetett hálózati struktúráját.
Golgi festését aldehid fixált idegszövet kálium-dikromáttal és ezüst-nitráttal történő impregnálásával érjük el. A befestett sejteket ezüst-kromát mikrokristályosodása tölti ki.

## Módszer
A SynapseWeb szerint ez a festési módszer folyamata:
1. Merítsen egy darab (kb. 10x5 mm-es) formaldehid-fixált (vagy paraformaldehid-, glutáraldehid- áztatott) agyszövetet 2%-os vizes kálium-dikromát oldatba 2 napig
2. Száraz szűrőpapírral szárítsa meg a darabkát.
3. A darabot további 2 napig merítse az ezüst-nitrát 2%-os vizes oldatába.
4. Vágjon kb. 20-100 µm vastag szeleteket.
5. Dehidratálja gyorsan etanolban, tisztítsa meg és rögzítse

Ezt a módszert azóta finomították, az ezüst csapadék arannyal való helyettesítése érdekében, ez arany-kloridba, majd oxálsavba való merítéssel érhető el, majd ezt követően az ezüst nátrium-tioszulfát általi eltávolításával. Ez megőrzi az érzékeny struktúra részleteit nagyobb mértékben, amelyeket kis aranyrészecskék jeleznek.